# Лерке, Сондре
Сондре Лерке Вёулар (норв. Sondre Lerche Vaular; 5 сентября 1982, Берген, Норвегия) — норвежский певец, музыкант, композитор и гитарист.

## Карьера
Сондре Лерке родился в Бергене, Норвегия. Взрослея, он глубоко увлёкся поп-музыкой 80-х, проявляющихся в его более поздних творениях. Движимый вдохновением таких исполнителей, как A-ha, The Beach Boys и Prefab Sprout, Лерке записался на курсы игры на гитаре в восемь лет. Однако, классические уроки игры на гитаре не удовлетворили его, и учитель Лерке познакомил того с бразильской музыкой (такой как босанова) и таким образом заложил фундамент широкого спектра мелодийного звучания и гитарных приёмов, видимых в его творчестве сегодня.
В возрасте 14 лет подготовил свою первую песню «Locust Girl». Лерке выступал в клубе, где работала его сестра и был открыт норвежским продюсером Х. П. Гюндерсеном. Под его руководством, Лерке освоил различные музыкальные жанры, включая психоделику, поп 60-х, мейнстрим бразильской музыки и, таким образом, расширив его увлечение электронной музыкой. В это время Лерке встретился с музыкальном менеджером из Осло, Татьяной Пенцо, что закончилось сделкой с Virgin Norway. Его популярность в Норвегии росла, и в 2000 году он записал свой дебютный альбом «Faces Down».
«Faces Down» оказался хитом в Норвегии и получил высокие оценки критиков в Норвегии и США — Rolling Stone Magazine причислил этот альбом к 50 лучших релизов 2002 года. Лерке объездил США и Европу с концертным туром. Тем временем, Лерке был выбран лучшим новым исполнителем по версии норвежского Грэмми (Spellemannprisen) и выступал в Норвегии. «Faces Down» был официально выпущен в Норвегии в сентябре 2001 года, и, затем, по всей Европе. Лерке выступал с многими исполнителями, включая A-ha на концерте в Осло. Осенью 2002 года состоялся релиз «Faces Down» в США. Он также выпустил живые и студийные записи в коллекции «Don’t Be Shallow» EP в следующем году. В 2003-м он выступил в турне с Элвисом Костелло, что впоследствии повторилось в 2005 году.
В 2004 году был выпущен второй альбом под названием «Two Way Monologue», также продюсированный Гюндерсеном.
В Феврале, 27, 2006 был выпущен альбом «Duper Sessions». Это джаз-альбом записанный осенью 2005 года с его группой The Faces Down и пианистом Эриком Хальворсеном в студии Duper Studios в Бергене.
Другой его альбом, выпущенный в то же время, носит имя «Phantom Punch». Это рок-альбом с более агрессивным звучанием в сравнении с его предыдущими альбомами. Лерке и группа The Faces Down записала и аранжировала свой альбом в Лос-Анджелесе в апреле и мае 2006-го с продюсером Тони Хоффером.
В 2007 году Сондре Лерке записал саундтрек к фильму «Влюбиться в невесту брата». Две песни из которого были записаны Сондре в дуэте — с Региной Спектор («Hell No») и с Лилиан Самдаль («Modern Nature»). В записи некоторых песен саундтрека также принял участие квартет The Faces Down.
В сентябре 2009 года вышел последний, на сегодняшний день, альбом Сондре Лерке, «Heartbeat Radio». Первым синглом с него стала одноимённая песня, вторым ожидается песня «Good Luck», которая некоторое время до выхода альбом бесплатно могла быть скачана с официального сайта музыканта.